# Canton de Besse-sur-Issole
Le canton de Besse-sur-Issole est une ancienne division administrative française située dans le département du Var et la région Provence-Alpes-Côte d'Azur.

## Géographie
Ce canton est organisé autour de Besse-sur-Issole dans l'arrondissement de Brignoles. Son altitude varie de 98 mètres (Gonfaron) à 766 mètres (Gonfaron) pour une altitude moyenne de 229 mètres.

## Représentation

### Conseillers généraux de 1833 à 2015
| Période      | Période          | Identité                        | Étiquette       | Qualité |
| ------------ | ---------------- | ------------------------------- | --------------- | --- |
| 1833         | 1836             | M. Bagarre aîné                 |                 | Propriétaire à Besse |
| 1836         | 1852             | Antoine Arnaud (1783-1859)      |                 | Avocat, avoué Juge d'instruction au Tribunal civil de Brignoles                                                                                         |
| 1852         | 1861             | M. Gauthier                     | Bonapartiste    | Avocat à Besse |
| 1861         | 1867             | Josué Joseph Chambeiron         |                 | Maire de Pignans |
| 1867         | 1871             | Joseph Davin                    |                 | Médecin et pharmacien, maire de Pignans |
| 1871         | 1871 (démission) | Andéol Louis Pascal (1820-1892) | Républicain     | Fabricant de bouchons Propriétaire à Roquebrune-sur-Argens Elu également en 1871 dans le Canton de Fréjus                                               |
| 1871         | 1877             | Bruno Chabrier                  | Républicain     | Propriétaire au hameau des Salettes, près de Lorgues |
| 1877         | 1877 (démission) | Alexandre Rey                   | Républicain     | Ancien Préfet du Var (renommé en 1877) |
| 1877         | 1882 (démission) | Fernand Toucas                  |                 | Avoué à Toulon |
| 1882         | 1913             | Jean Bordenave                  | Républicain Rad | Propriétaire aux Mayons Président du Conseil Général |
| 1913         | 1919 (démission) | Henri Mouttet                   | SFIO            | Pharmacien Maire de Pignans (1904-1919) |
| 1919         | 1925             | Oscar Carrassan (1861-1944)     | Rad             | Maire de Gonfaron |
| 1925         | 1931             | Henri Mouttet                   | SFIO            | Pharmacien de la Marine Maire de Pignans (1904-1919 et 1925-1933)                                                                                       |
| 1931         | 1940             | Louis Magne                     | SFIO            | Agriculteur Maire de Flassans-sur-Issole (1929–1944) |
|              |                  |                                 |                 | |
| 1943         | 1945             | Jean Pizan                      |                 | Maire de Cabasse Nommé conseiller départemental en 1943                                                                                                 |
|              |                  |                                 |                 | |
| 1945         | 1967             | Louis Magne                     | SFIO            | Agriculteur Maire de Flassans-sur-Issole (1929–1944 et 1945–1967)                                                                                       |
| 1967         | 1973             | Georges Platel                  | FGDS puis PS    | Agriculteur, Maire de Pignans (1945-1971) |
| 1973         | 1985             | René Clérian                    | PCF             | Ancien résistant FTP, Gonfaron |
| 1985         | 2002             | Hubert Falco                    | UDF-PR          | Directeur général d'entreprise Maire de Pignans (1983–2001), puis de Toulon (depuis 2001) Sénateur (1995–2002) Président du conseil général (1994–2002) |
| 2002         | 2007 (décès)     | Jean-Louis Raybaud              | UDF puis UMP    | Maire de Pignans (2001–2007) |
| juillet 2007 | 2015             | Paul Denis                      | DVD puis UMP    | Viticulteur en retraite Ancien conseiller municipal de Gonfaron                                                                                         |

### Conseillers d'arrondissement (de 1833 à 1940)
| Période                                  | Période      | Identité                       | Étiquette   | Qualité |
| ---------------------------------------- | ------------ | ------------------------------ | ----------- | --- |
| 1833                                     | 1836         | M. Bouis                       |             | |
| 1836                                     | 1839         | M. Mouttet                     |             | Avocat à Brignoles                                                                                          |
|                                          |              |                                |             | |
| av.1885                                  | 1889         | Casimir Révertegat (1814-1893) |             | Instituteur à Gonfaron                                                                                      |
| 1889                                     | 1895 (décès) | Auguste Nivière (1820-1895)    | Républicain | Propriétaire, maire de Cabasse                                                                              |
| 1895                                     |              | Melchior Blanc                 |             | Minotier à Cabasse                                                                                          |
|                                          |              |                                |             | |
| 1910                                     | 1919         | François Bouis                 | SFIO        | Viticulteur, négociant, maire de Besse-sur-Issole (1913-1919), Président du Conseil d'arrondissement        |
| 1919                                     | 1924         | Paul Perrache                  |             | Viticulteur à Flassans                                                                                      |
| 1924                                     | 1928         | Louis Nivière                  | PRS         | Boulanger puis propriétaire à Flassans-sur-Issole                                                           |
| 1928                                     | 1934         | Amédée Fabre (1869-1941)       | SFIO        | Commis de Marine, en retraite à Pignans                                                                     |
| 1934                                     | 1940         | Marius Magne (1896-1980)       | PC-SFIC     | Cultivateur à Gonfaron puis à La Farlède                                                                    |
| 1940                                     |              |                                |             | Les conseils d'arrondissement ont été suspendus par la loi du 12 octobre 1940 et n'ont jamais été réactivés |
| Les données manquantes sont à compléter. |              |                                |             | |

## Composition
Le canton de Besse-sur-Issole groupe cinq communes et compte 15 548 habitants (recensement de 2010 sans doubles comptes).
| Nom                          | Code Insee | Intercommunalité | Superficie (km2) | Population (dernière pop. légale) | Densité (hab./km2) |
| ---------------------------- | ---------- | ---------------- | ---------------- | --------------------------------- | ------------------ |
| Besse-sur-Issole (chef-lieu) | 83018      | CC Cœur du Var   | 37,19            | 3 048 (2014)                      | 82                 |
| Cabasse                      | 83026      | CC Cœur du Var   | 45,49            | 1 919 (2014)                      | 42                 |
| Flassans-sur-Issole          | 83057      | CC Cœur du Var   | 43,68            | 3 424 (2014)                      | 78                 |
| Gonfaron                     | 83067      | CC Cœur du Var   | 40,42            | 4 302 (2014)                      | 106                |
| Pignans                      | 83092      | CC Cœur du Var   | 34,87            | 3 795 (2014)                      | 109                |

## Démographie
| 1962  | 1968  | 1975  | 1982  | 1990  | 1999   | 2006   | 2009 |
| ----- | ----- | ----- | ----- | ----- | ------ | ------ | ---- |
| 5 857 | 6 613 | 6 445 | 6 932 | 8 929 | 10 399 | 13 848 | -    |